# 15228 Ronmiller
15228 Ronmiller (1987 DG) là một tiểu hành tinh vành đai chính được phát hiện ngày 23 tháng 2 năm 1987 bởi C. S. Shoemaker và E. M. Shoemaker ở Đài thiên văn Palomar.